# Leipzig-Wahren
Leipzig-Wahren (niem: Bahnhof Leipzig-Wahren) – stacja kolejowa w Lipsku, w kraju związkowym Saksonia, w Niemczech, w dzielnicy Wahren. Początkowo była to jedynie stacja towarowa. Aż do jej zamknięcia w dniu 31 grudnia 1994 stacja towarowa Leipzig-Wahren obok Engelsdorf (b Leipzig) był jedną z dwóch największych stacji rozrządowych węzła kolejowego w Lipsku.
Dzisiaj jest to pasażerska stacja kolejowa Leipzig-Wahren z jednym, dwukrawędziowym peronem. Według klasyfikacji Deutsche Bahn posiada kategorię 6.

## Linie kolejowe
- Magdeburg – Lipsk
- Leipzig-Wahren – Leipzig Hbf
- Leipzig-Wahren – Engelsdorf